# Pedro João Baptista
Pour les articles homonymes, voir Baptista.
Pedro João Baptista est un explorateur portugais du XIXe siècle.

## Biographie
Pombeiro du lieutenant-colonel Francisco Honorato da Costa, il effectue en 1802 avec Anastácio Francisco (parfois nommé Anastasio José), un voyage dans l'intérieur de l'Angola. Partis de la côte, ils atteignent le Kazembé puis le cours supérieur du Zambèze avant de rebrousser chemin.
Suivant celui de Francisco José de Lacerda e Almeida, leur périple devance ainsi ceux de José Monteiro et Antonio Gamitto puis de Verney Lovett Cameron,.